# Nathalie Lartilleux
Nathalie Lartilleux (1968–) mexikói producer.

## Élete
Nathalie Lartilleux Mexikóban született. Francia származású. 2004-ben elkészítette első önálló telenovelláját, A liliomlányt Camila Sodi és Valentino Lanús főszereplésével. 2008-ban elkészítette az Árva angyal című telenovellát Maite Perroni és William Levy főszereplésével. A sorozat 194 részes lett. 2013-ban a Maricruz című sorozatot készítette el.

## Telenovellái

### Mint vezető producer
- Victoria (El vuelo de la Victoria) (2017)
- A sors útjai (Un camino hacia el destino) (2016)
- A Macska (La gata) (2014)
- Maricruz (Corazón indomable) (2013)
- Rafaela doktornő (Rafaela) (2011)
- A szerelem tengere (Mar de amor) (2009-2010)
- Árva angyal (Cuidado con el ángel) (2008-2009)
- Peregrina (2005-2006)
- A liliomlány (Inocente de ti) (2004)

### Mint társproducer
- Mariana de la noche (2003-2004)
- Entre el amor y el odio (2002)
- María del Carmen (Abrázame muy fuerte) (2000-2001)
- Rosalinda (1999)
- Paula és Paulina – A befejező film (Más allá de... La usurpadora) (1998)
- Paula és Paulina (La usurpadora) (1998)
- Esmeralda (1997)

### Mint produkciós menedzser
- María Mercedes (1992-1993)
- La pícara soñadora (második rész) (1991)